# Anthony Page
Anthony Page (Bangalore, 21 settembre 1935) è un regista britannico.

## Filmografia
- Inadmissible Evidence (1968)
- Alpha Beta (1976)
- I Never Promised You a Rose Garden (1977)
- L'assoluzione (Absolution) (1978)
- Il mistero della signora scomparsa (The Lady Vanishes) (1979)
- Proibito (Forbidden) (1984)
- Chernobyl - Un grido dal mondo (Chernobyl - The Final Warning) (1991)
- Silent Cries (1993)